# Кіра Найтлі
OBE Кі́ра Крісті́на На́йтлі (англ. Keira Christina Knightley, нар. 26 березня 1985, Теддінгтон, Лондон, Англія) — англійська акторка, модель та благодійниця. У кіно дебютувала 1995 року. Всесвітній популярності Найтлі сприяла картина «Бий, як Бекхем» (англ. Bend it like Beckham), фільм «Король Артур», серія фільмів «Пірати Карибського моря» і стрічка «Гордість і упередження» (2005), за роль у якій вона була номінована на премію «Оскар» у категорії «Найкраща акторка». Лавреатка премії Ірландського кіно та телебачення. Офіцерка Ордена Британської імперії (2018) за заслуги в драмі та благодійність.

## Біографія

### Юність
Народилася 26 березня 1985 року в сім'ї відомих британських акторів Вілла Найтлі та Шерман МакДональд. На той час у пари вже був син Калеб 1979 року народження. Названа на честь радянської фігуристки Кіри Іванової, якою захоплювався батько, але при реєстрації мати записала ім'я з помилкою — Keira замість Kiera.
Уже в три роки попросила батьків, щоб у неї, як і в них, з'явився власний агент. Батьки пообіцяли виконати прохання, якщо вона старанно вчитиметься. Її метою був успіх у школі, почасти через бажання подолати вроджену дислексію. Але, крім цього, Кіра прагнула до кар'єри акторки. Під час шкільних канікул вона ретельно й довго займалася акторською майстерністю.

### Початок кар'єри
Коли Кірі виповнилося 6 років, у неї з'явився власний агент, у 7 вона вже дебютувала у фільмі «Royal Celebration» у ролі маленької дівчинки. До 11 років в її портфоліо значилися участь у мінітелесеріалах і телешоу, що транслювалися на європейських каналах, а також невеликі ролі у фільмах «Сільська справа» (1994), «Невинна брехня» (1995), «Шукачі скарбів» (1996) і «Повернення додому» (1998) з Пітером О'Тулом у головній ролі.
Багато в чому акторці допомогла її схожість з Наталі Портман. Джордж Лукас запросив її на роль двійниці Королеви Амідали — Сабе. На додаток, на знімальному майданчику Кірі іноді доводилося підміняти й саму Портман. Після виходу фільму цей факт був помічений лише досвідченими фахівцями, інші були впевнені, що обидві ролі — і Амідалу, і Сабе — зіграла Наталі Портман.

### Визнання
Перша серйозна роль у британському серіалі «Олівер Твіст» (1999), роль Лари в серіалі «Доктор Живаго», невелика роль у фільмі «Яма» (2001), перша головна роль у фільмі «Дочка Робін Гуда: Принцеса злодіїв» (2001 рік, виробництво Disney). І, нарешті, прорив — одна з головних ролей у фільмі «Грай, як Бекхем» (2002), де Кіра Найтлі зіграла підлітку. Фільм зібрав у світовому прокаті 76 млн доларів, відбивши вкладену в нього суму більш ніж 20 разів, і приніс акторці очікувану популярність.
Визнання, слава і популярність принесли з собою потік нових пропозицій і вигідних контрактів. Навчання в коледжі, куди у 2002 році Найтлі вступила, щоб вивчати класику, англійську літературу та історію, виявилася несумісним з кар'єрою артистки. Найтлі залишила коледж, хоча сказала, що планує закінчити навчання.

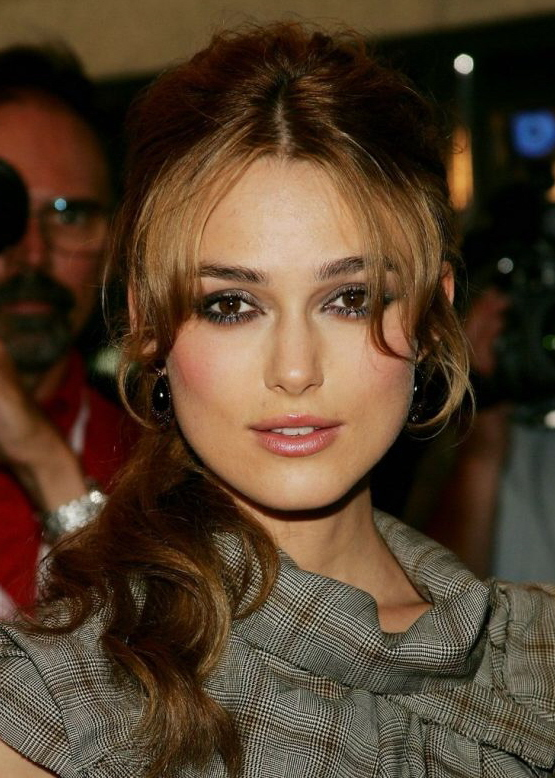
Кіра Найтлі на Міжнародному кінофестивалі у Торонто, 2005

У 2003 році Кіра Найтлі зіграла головну жіночу роль у фільмі «Пірати Карибського моря: Прокляття Чорної перлини». Поява на екрані в компанії Джоні Деппа і Орландо Блума зробила її дуже популярною. Далі були зйомки в «Реальна любов» (2003), «Король Артур» (2004), «Піджак» (2005), «Доміно» (2005) і, нарешті, у «Гордості і упередженні» (2005). За роль Елізабет Беннет в останньому фільмі її було номіновано на Оскар як найкращу акторку.
У 2007 році Найтлі продовжила співпрацю з Джо Райтом, виконавши головну роль разом з шотландським актором Джеймсом Мак-Евоєм у мелодрамі «Спокута», знятій Джо Райтом за однойменним романом Єна Макьюена. Передпрем'єрний показ фільму відбувся 29 серпня на відкритті міжнародного Венеціанського кінофестивалю. За виконання ролей Найтлі та Макевой отримали акторські номінації на премії BAFTA та «Золотий глобус» у категоріях «Найкраща акторка» та «Найкращий актор». Загалом фільм отримав сім номінацій і дві премії «Золотий глобус» («Краща драматична картина» та «Найкраща оригінальна музика»), чотирнадцять номінацій та дві премії BAFTA («Найкраща картина» та «Найкраще художнє оформлення»), а також сім номінацій та одну премію «Оскар» («Краща оригінальна музика»). У 2012 році Кіра Найтлі возз'єдналася з Джо Райтом, щоб виконати роль Анни Кареніної в однойменному фільмі за романом Льва Толстого. За цю роль вона була номінована на Премію Європейської кіноакадемії у категорії «Найкраща акторка» у 2013 році. Також у 2012 році Найтлі знялася разом зі Стівом Кареллом у комедійній драмі «Шукаю друга на кінець світу», яку критика не оцінила.

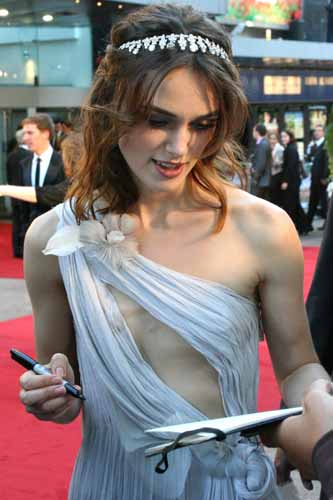
Кіра Найтлі на прем'єрі фільму «Спокута» (2007)

У липні 2014 року Найтлі заявила, що підійшла до кінця першого етапу своєї кар'єри і хоче відійти від «невротичних» ролей . 
2014 рік розпочався для Найтлі шпигунським трилером «Джек Райан: Тіньовий рекрут», п’ятою частиною серії фільмів, разом із Крісом Пайном. Фільм отримав змішані відгуки, проте отримав велику касу. 
Прем'єра наступного фільму Найтлі «Лаггі» відбулася на кінофестивалі «Санденс» у 2014 році. Фільм отримав переважно позитивні відгуки від критики, схвалили також і гру Найтлі. 
Пізніше знялася в історичній драмі Мортена Тілдума «Гра в імітацію», що стала комерційно успішною, зібравши понад 233,6 мільйона доларів. За свою гру Найтлі отримала другу номінацію на «Оскар» і премію BAFTA, а також третю номінацію на «Золотий глобус» за найкращу жіночу роль другого плану. 
У 2015 році приєдналася до акторського складу в біографічному фільмі-катастрофі «Еверест». Фільм заснований на катастрофі на горі Еверест 1996 року. «Еверест» отримав загалом позитивні відгуки критики. 
У жовтні 2015 дебютувала на Бродвеї, зігравши головну роль в адаптації Гелен Едмундсон «Терези Ракен» Еміля Золя в Studio 54. 
У 2016 році Найтлі з'явилася в драмі «Супутня краса» (2016). Фільм був розкритикований та приніс акторам номінацію на премію Razzie. Найтлі повторила роль Елізабет Суонн у епізодичній появі в «Піратах Карибського моря: Мерці не розповідають казки» 2017 року, після того, як глядачі неодноразово запитували про її героїню.
Найтлі зіграла у біографічній драмі «Колетт» роль відомої французької письменниці. Фільм, випущений на кінофестивалі «Санденс», мав успіх у критики, а гра Найтлі отримала визнання. Найтлі була призначена офіцеркою Ордена Британської імперії (OBE) у 2018 році на честь дня народження за заслуги в драмі та благодійність.
У 2018 зіграла в екранізації Діснея «Лускунчик» під назвою «Лускунчик і чотири королівства», яка була розкритикована. 
У 2019 знялася з Олександром Скарсгардом у фільмі «Наслідки», екранізації роману Рідіана Брука. Фільм отримав змішані відгуки. 
Найтлі зіграла інформаторку Кетрін Ґан у фільмі «Офіційні таємниці» (2019), прем'єра якого відбулася на кінофестивалі «Санденс» 28 січня 2019 року і отримала позитивні відгуки. 
У 2020 році отримала роль феміністської активістки Саллі Александер у фільмі «Погана поведінка» (2020) про коронацію першої темношкірої учасниці на конкурсі «Міс Світу» 1970 року. 
У 2021 знялася у святковій комедії «Тиха ніч». 
Найтлі озвучила головну роль у драматичному анімаційному фільмі «Шарлотта», реальній історії про молоду художницю під час Голокосту.
У 2022 взяла рік відпустки на роботі, щоб провести час із родиною. 
У 2023 році вона зіграла репортерку Лоретту Маклафлін у кримінальній драмі «Бостонський душитель», заснованій на реальній історії вбивств. 
У 2024 році зіграла шпигунку в серіалі трилерів Netflix «Чорні голуби». За свою гру вона була номінована на телевізійну премію «Вибір критиків» і «Золотий глобус» за найкращу жіночу роль у драматичному телесеріалі.

## Особисте життя
У 2001-2003 зустрічалася з актором Дель Сіннотт, з яким познайомилася на зйомках фільму «Дочка Робін Гуда: Принцеса злодіїв». У 2003-2005 зустрічалася з моделлю й актором Джеймі Дорнаном. З 2005 до грудня 2010 перебувала в стосунках з актором Рупертом Френдом, колегою по фільму «Гордість і упередження».
У лютому 2011 почала стосунки з музикантом Джеймсом Райтоном. У шлюбі з ним народила дочок Еді Райтон (2015) і Делайл Райтон (2019).
Вболіває за лондонський футбольний клуб «Вест Гем Юнайтед». Атеїстка.

## Кіра Найтлі та Україна
У жовтні 2022 року Найтлі озвучила щоденник 12-річної харків'янки Єви Скалецької "Ти не знаєш, що таке війна", де вона розповіла про те, як у перші дні російського вторгнення була зі своєю бабусею в підвалі під обстрілами. Книга вийшла англійською у Великій Британії.
"Це неймовірно важлива історія, яка водночас сильна й глибоко зворушлива. Я вважаю за честь бути частиною цієї публікації, розповідаючи надзвичайну історію Єви про натхнення і хоробрість", — сказала Кіра Найтлі.

## Фільмографія

### Фільми
| Рік  |    | Українська назва                                    | Оригінальна назва                                      | Роль                         |
| ---- | -- | --------------------------------------------------- | ------------------------------------------------------ | ---------------------------- |
| 1995 | ф  | Невинна брехня                                      | Innocent Lies                                          | Селія в юності               |
| 1999 | ф  | Зоряні війни: Прихована загроза                     | Star Wars: Episode I — The Phantom Menace              | Сабé                         |
| 2001 | кф |                                                     | Deflation                                              | Джоггер                      |
| 2001 | ф  | Яма                                                 | The Hole                                               | Френкі Сміт                  |
| 2002 | ф  | Грім в штанах                                       | Thunderpants                                           | студентка                    |
| 2002 | ф  | Чистий                                              | Pure                                                   | Луїза                        |
| 2002 | кф |                                                     | New Year's Eve                                         | Лія                          |
| 2002 | кф |                                                     | The Seasons Alter                                      | Хелена                       |
| 2002 | ф  | Грай, як Бекхем                                     | Bend It Like Beckham                                   | Джулз                        |
| 2003 | ф  | Пірати Карибського моря: Прокляття «Чорної перлини» | Pirates of the Caribbean: The Curse of the Black Pearl | Елізабет Свонн               |
| 2003 | ф  | Реальна любов                                       | Love Actually                                          | Джульєт                      |
| 2004 | ф  | Король Артур                                        | King Arthur                                            | Ґвіневера                    |
| 2005 | ф  | Піджак                                              | The Jacket                                             | Джекі Прайс                  |
| 2005 | ф  | Гордість і упередження                              | Pride & Prejudice                                      | Елізабет Беннет              |
| 2005 | ф  | Доміно                                              | Domino                                                 | Доміно Харві                 |
| 2006 | ф  | Пірати Карибського моря: Скриня мерця               | Pirates of the Caribbean: Dead Man's Chest             | Елізабет Свонн               |
| 2007 | ф  | Пірати Карибського моря: На краю світу              | Pirates of the Caribbean: At World's End               | Елізабет Свонн               |
| 2007 | ф  | Спокута                                             | Atonement                                              | Сесілія Талліс               |
| 2007 | ф  | Шовк                                                | Silk                                                   | Елен Джонкор                 |
| 2008 | ф  | Заборонене кохання                                  | The Edge of Love                                       | Віра Філліпс                 |
| 2008 | ф  | Герцогиня                                           | The Duchess                                            | Джорджіана Кавендіш          |
| 2010 | ф  | Ніколи не відпускай мене                            | Never Let Me Go                                        | Рут                          |
| 2010 | ф  | Минулої ночі в Нью-Йорку                            | Last Night                                             | Джоанна Рід                  |
| 2010 | ф  | Охоронець                                           | London Boulevard                                       | Шарлотта                     |
| 2011 | ф  | Небезпечний метод                                   | A Dangerous Method                                     | Сабіна Шпільрейн             |
| 2012 | ф  | Шукаю друга на кінець світу                         | Seeking a Friend for the End of the World              | Пенні                        |
| 2012 | ф  | Анна Кареніна                                       | Anna Karenina                                          | Анна Кареніна                |
| 2013 | кф |                                                     | Once Upon a Time                                       | Коко Шанель                  |
| 2013 | ф  | Почати знову                                        | Begin Again                                            | Гретта Джеймс                |
| 2014 | ф  | Джек Раян: Теорія хаосу                             | Jack Ryan: Shadow Recruit                              | Кеті Мюллер                  |
| 2014 | ф  | Крихітка                                            | Laggies                                                | Меган Берч                   |
| 2014 | ф  | Гра в імітацію                                      | The Imitation Game                                     | Джоан Кларк                  |
| 2015 | ф  | Еверест                                             | Everest                                                | Джен Холл                    |
| 2016 | ф  | Прихована краса                                     | Collateral Beauty                                      | Емі                          |
| 2017 | ф  | Пірати Карибського моря: Помста Салазара            | Pirates of the Caribbean: Dead Men Tell No Tales       | Елізабет Свонн               |
| 2017 | кф |                                                     | Red Nose Day Actually                                  | Джульєт                      |
| 2018 | ф  | Колетт                                              | Colette                                                | Колетт                       |
| 2018 | ф  | Лускунчик і чотири королівства                      | The Nutcracker and the Four Realms                     | фея Драже                    |
| 2019 | ф  | Державні таємниці                                   | Official Secrets                                       | Кетрін Ґан                   |
| 2019 | ф  | Берлін, я люблю тебе                                | Berlin, I Love You                                     | Джейн ("Under Your Feet")    |
| 2019 | ф  | Наслідки                                            | The Aftermath                                          | Рейчел Морган                |
| 2020 | ф  | Міс Погана поведінка                                | Misbehaviour                                           | Саллі Александер             |
| 2021 | мф | Шарлотта                                            | Charlotte                                              | Шарлотта Саломон (озвучення) |
| 2021 | ф  | Тиха ніч                                            | Silent Night                                           | Нелл                         |
| 2023 | ф  | Бостонський душитель                                | Boston Strangler                                       | Лоретта Маклафлін            |

### Телебачення
| Рік  |    | Українська назва                    | Оригінальна назва    | Роль                                  |
| ---- | -- | ----------------------------------- | -------------------- | ------------------------------------- |
| 1993 | с  |                                     | Screen One           | Анджела (Епізод: "Royal Celebration") |
| 1995 | тф |                                     | A Village Affair     | Наташа Джордан                        |
| 1995 | с  |                                     | The Bill             | Шина Роуз (Епізод: "Swan Song")       |
| 1996 | тф |                                     | The Treasure Seekers | принцеса                              |
| 1998 | тф |                                     | Coming Home          | Джудіт в юності                       |
| 1999 | с  | Олівер Твіст                        | Oliver Twist         | Роуз Флемінг (3 епізоди)              |
| 2001 | тф | Дочка Робіна Гуда: Принцеса злодіїв | Princess of Thieves  | Гвін                                  |
| 2002 | с  | Доктор Живаго                       | Doctor Zhivago       | Лара Антіпова (2 епізоди)             |
| 2011 | с  | Неверленд                           | Neverland            | Дінь-Дінь (2 епізоди)                 |
| 2024 | мс | Тоталі Спайс!                       | Totally Spies!       | Джеральдін Хаск (7-й сезон)           |
| 2024 | с  | Чорні голуби                        | Black Doves          | Хелен Вебб (6 епізодів)               |

### Відеоігри
| Рік  |    | Українська назва        | Оригінальна назва        | Роль       |
| ---- | -- | ----------------------- | ------------------------ | ---------- |
| 2003 | вг | Пірати Карибського моря | Pirates of the Caribbean | оповідачка |

## Нагороди та номінації
Найтлі була призначена офіцеркою Ордена Британської імперії (OBE) у 2018 році на честь дня народження за заслуги в драмі та благодійність.
- Bordeaux International Festival of Women in Cinema:

1. Нагорода «Найкраща акторка» (Повнометражна комедія), за фільм «Грай, як Бекхем», 2002 рок.

- Премія британського незалежного кіно:

1. Нагорода «Entertainment Personality Award», 2005 рік.

- Character and Morality in Entertainment Awards:

1. Нагорода «Camie» за фільм «Гордість і упередження», 2005 рік.

- Імперія:

1. Нагорода «Найкраща акторка» за фільм «Спокута», 2007 рік.

- Голлівудський кінофестиваль:

1. Нагорода «Прорив року», 2004 рік.

- Irish Film and Television Awards:

1. Нагорода «Найкраща іноземна акторка» за фільм «Пірати Карибського моря: Прокляття «Чорної перлини»», 2004 рік.

- Премія Лондонського клубу кінокритиків:

1. Нагорода «Британський новачок року» за фільм «Грай, як Бекхем», 2003 рік.

- Вибір народу:

1. Нагорода «Улюблена кінопара» за фільм «Пірати Карибського моря: Скриня мерця», 2007 рік;
2. Нагорода «Улюблена кінозірка», 2008 рік.

- Rembrandt Awards:

1. Нагорода «Найкраща іноземна акторка» за фільм «Спокута», 2008 рік.

- Teen Choice Awards:

1. Нагорода «Поцілунок на екрані» за фільм «Пірати Карибського моря: Прокляття «Чорної перлини»», 2004 рік;
2. Нагорода «Любовна лінія» за фільм «Пірати Карибського моря: Прокляття «Чорної перлини»», 2004 рік;
3. Нагорода «Крик», за фільм «Пірати Карибського моря: Скриня мерця», 2006 рік;
4. Нагорода «Hissy fit», за фільм «Пірати Карибського моря: Скриня мерця», 2006 рік;
5. Нагорода «Поцілунок на екрані», за фільм «Пірати Карибського моря: Скриня мерця», 2006 рік;
6. Нагорода «акторка кіно (екшн, пригоди)» за фільм «Пірати Карибського моря: На краю світу», 2007 рік;
7. Нагорода «Краща акторка» за фільм «Гордість і упередження», 2006 рік;
8. Нагорода «акторка кіно (драма)» за фільм «Спокута», 2008 рік.